# Herman Ahlsell
Herman Adolf Ludvig Ahlsell, född den 4 oktober 1919 i Danderyd, död i 18 oktober 1994 i Hovås, var en svensk regissör och skådespelare.

## Biografi
Ahlsell studerade vid Dramatens elevskola 1938–1940. Efter studierna engagerades han vid Helsingborgs stadsteater.[källa behövs] Han var engagerad vid Göteborgs Stadsteater 1942–1983, men från 1949 mest som regissör.[källa behövs] Han har gjort Kar de Mumma- och Karl Gerhard-revyer.[källa behövs]
Herman Ahlsell var sonson till Adolf Ahlsell. Han var far till skådespelarna Puck och Tom Ahlsell.
samt Johan Ahlsell från andra äktenskapet. 
Herman Ahlsell är begravd på Östra kyrkogården i Göteborg.

## Filmografi (urval)
- 1944 – Vi behöver varann
- 1952 – Farlig kurva
- 1954 – En karl i köket
- 1955 – Farligt löfte
- 1955 – Giftas
- 1955 – Sista ringen
- 1957 – Lille Fridolf blir morfar
- 1959 – Fröken Chic
- 1959 – Lejon på stan
- 1960 – Domaren
- 1961 – Lita på mej, älskling!
- 1963 – Lyckodrömmen
- 1965 – Ett sommaräventyr

### Regi
- 1961 – Melodin som aldrig kom bort
- 1970 – Sonja (TV-serie)

## Teater

### Roller (ej komplett)
| År   | Roll             | Produktion                                                             | Regi                            | Teater                   |
| ---- | ---------------- | ---------------------------------------------------------------------- | ------------------------------- | ------------------------ |
| 1933 | Nils             | Mäster Olof August Strindberg                                          | Rudolf Wendbladh                | Helsingborgs stadsteater |
| 1940 | Kenneth Lake     | Diana går på jakt (French Without Tears) Terence Rattigan              | Stig Torsslow                   | Nya Teatern              |
| 1940 | Richard Sandford | Vibrationer (The Flashing Stream) Charles Morgan                       | Rudolf Wendbladh                | Helsingborgs stadsteater |
| 1940 | Erik             | De knutna händerna Vilhelm Moberg                                      | Rudolf Wendbladh                | Helsingborgs stadsteater |
| 1940 | Bo Swedenhielm   | Swedenhielms Hjalmar Bergman                                           | Rudolf Wendbladh                | Helsingborgs stadsteater |
| 1941 | Pepper White     | Lyckans gullgosse (Golden Boy) Clifford Odets                          | Rudolf Wendbladh                | Helsingborgs stadsteater |
| 1941 | Frank Gardner    | Mrs Warrens yrke (Mrs. Warren's Profession) George Bernard Shaw        | Albert Nycop                    | Helsingborgs stadsteater |
| 1941 | Harry Challoner  | En riktig karl (This Was a Man) Noël Coward                            | Rudolf Wendbladh                | Helsingborgs stadsteater |
| 1941 |                  | Det evigt manliga (The Male Animal) James Thurber och Elliott Nugent   | Stig Torsslow                   | Vasateatern              |
| 1941 | Selim            | Aladdin (Aladdin, eller Den forunderlige Lampe) Adam Oehlenschläger    | Herman Ahlsell Rudolf Wendbladh | Helsingborgs stadsteater |
| 1941 | Löjtnant Kaitan  | Kungl. Logen (Hofloge) Karl Farkas och Hans Lang                       | Rudolf Wendbladh                | Helsingborgs stadsteater |
| 1942 | Pekka Virtainen  | Mikaels dag Harry Blomberg                                             | Rudolf Wendbladh                | Helsingborgs stadsteater |
| 1943 | Doktor Einstein  | Arsenik och gamla spetsar (Arsenic and Old Lace) Joseph Kesselring     | Torsten Hammarén                | Oscarsteatern            |
| 1946 | Mucius           | Caligula Albert Camus                                                  | Ingmar Bergman                  | Göteborgs stadsteater    |
| 1947 | Oscar            | Dagen slutar tidigt Ingmar Bergman                                     | Ingmar Bergman                  | Göteborgs stadsteater    |
| 1947 | Morris Carleon   | Magi (Magic) Gilbert Keith Chesterton                                  | Ingmar Bergman                  | Göteborgs stadsteater    |
| 1948 | Angustias        | Macbeth William Shakespeare                                            | Ingmar Bergman                  | Göteborgs stadsteater    |
| 1949 | Steve Hubbell    | Spårvagn till lustgården (A Streetcar Named Desire) Tennessee Williams | Ingmar Bergman                  | Göteborgs stadsteater    |
| 1949 |                  | Född i går (Born Yesterday) Garson Kanin                               | Ernst Eklund                    | Lisebergsteatern         |
| 1950 | Laureano         | Guds ord på landet (Divinas palabras) Ramón del Valle-Inclán           | Ingmar Bergman                  | Göteborgs stadsteater    |
| 1951 | Don Parritt      | Si, iskarlen kommer! (The Iceman Cometh) Eugene O'Neill                |                                 | Göteborgs stadsteater    |
| 1951 | Dink Bromley     | Det kommer ett skepp (Hilda Crane) Samson Raphaelson                   |                                 | Göteborgs stadsteater    |
| 1951 |                  | Kära Ruth (Dear Ruth) Norman Krasna                                    | Ernst Eklund                    | Lisebergsteatern         |
| 1951 |                  | Loulou Marcel Thiébaut                                                 | Ernst Eklund                    | Lisebergsteatern         |
| 1952 | Lysander         | En midsommarnattsdröm (A Midsummer Night's Dream) William Shakespeare  |                                 | Göteborgs stadsteater    |
| 1952 |                  | Dans under stjärnorna (L'Invitation au château) Jean Anouilh           |                                 | Göteborgs stadsteater    |
| 1953 | Pedersen         | Swedenhielms Hjalmar Bergman                                           |                                 | Göteborgs stadsteater    |
| 1954 | Count de Giray   | Kameliadamen (La Dame aux camélias) Alexandre Dumas den yngre          |                                 | Göteborgs stadsteater    |
| 1957 | Claude Masure    | Äkta paret ut (Monsieur Masure) Claude Magnier                         | Herman Ahlsell                  | Göteborgs stadsteater    |

### Regi (ej komplett)
| År   | Produktion | Upphovsmän                                     | Teater                                                         |
| ---- | --- | ---------------------------------------------- | -------------------------------------------------------------- |
| 1941 | Aladdin Aladdin, eller Den forunderlige Lampe | Adam Oehlenschläger Översättning Karl Hedberg  | Helsingborgs stadsteater Regi tillsammans med Rudolf Wendbladh |
| 1955 | Pygmalion | George Bernard Shaw                            | Göteborgs stadsteater, 18 februari 1955                        |
| 1957 | Äkta paret ut Monsieur Masure | Claude Magnier Översättning Eva Tisell         | Göteborgs stadsteater                                          |
| 1960 | Slott i Sverige Château en Suède | Françoise Sagan                                | Göteborgs stadsteater, hösten 1960                             |
| 1961 | Karneval A Thurber carnival | James Thurber                                  | Göteborgs stadsteater, januari 1961                            |
| 1961 | Vårmodellen Blaise | Claude Magnier Översättning Stig Ahlgren       | Göteborgs stadsteater                                          |
| 1961 | Värmebölja Hot summer night | Ted Willis                                     | Göteborgs stadsteater, 1961                                    |
| 1962 | Stackars pappa, mamma har hängt sig i garderoben och jag känner mig så nere Oh Dad, Poor Dad, Mama's Hung You in the Closet and I'm Feelin' So Sad | Arthur L. Kopit Översättning Lennart Lagerwall | Malmö stadsteater                                              |
| 1963 | De oskyldiga Zeit der Schuldlosen | Siegfried Lenz                                 | Göteborgs stadsteater, 1963                                    |
| 1963 | Söndagshustrun Woman in a dressing gown | Ted Willis                                     | Göteborgs stadsteater, mars 1963                               |
| 1963 | Tre höga hattar Tres sombreros de copa | Miguel Mihura                                  | Göteborgs stadsteater, 29 augusti 1963                         |
| 1963 | Apollon från Bellac L'Apollon de Bellac | Jean Giraudoux                                 | Göteborgs stadsteater, 3 november 1963                         |
| 1963 | Orkestern L'Orchestre | Jean Anouilh                                   | Göteborgs stadsteater, 3 november 1963                         |
| 1964 | Teenagerlove | Ernst Bruun Olsen                              | Göteborgs stadsteater, 21 februari 1964                        |
| 1964 | Trumman A slow roll of drums | Ted Willis                                     | Göteborgs stadsteater, 24 april 1964                           |
| 1964 | Vad ska vi göra? Hvad skal vi lave? | Klaus Rifbjerg                                 | Göteborgs stadsteater, hösten 1964                             |
| 1964 | Himmelssängen Himmelsengen | Kai Normann Andersen och Poul Henningsen       | ABC-teatern Senare flyttad till Lisebergsteatern               |
| 1965 | Så tuktas en argbigga The Taming of the Shrew | William Shakespeare                            | Göteborgs stadsteater, februari 1965                           |
| 1965 | Vår glada station, revy | Kar de Mumma                                   | Folkan                                                         |
| 1966 | Hej, Hemskö, revy | Kar de Mumma                                   | Folkan                                                         |
| 1976 | Hästen Equus | Peter Shaffer                                  | Göteborgs stadsteater                                          |
| 1982 | Hollywood nästa I ought to be in the pictures | Neil Simon Översättning Gunhild Ramstedt       | Lisebergsteatern                                               |
| 1984 | Bäddat för sex A Bedfull of Foreigners | Dave Freeman Översättning Gösta Bernhard       | Chinateatern                                                   |
| 1989 | En familjeaffär A Small Family Business | Alan Ayckbourn Översättning Palle Granditsky   | Helsingborgs stadsteater                                       |
| 1990 | Hotelliggaren Two Into One | Ray Cooney                                     | Lisebergsteatern                                               |

## Radioteater

### Roller
| År   | Roll                | Produktion                                       | Regi           |
| ---- | ------------------- | ------------------------------------------------ | -------------- |
| 1955 | Johan Tönnesen      | Samhällets stöttepelare Henrik Ibsen             | Helge Wahlgren |
| 1956 | Överingenjör Cilius | Tempo, tempo (Der Terminkalender) Max Gundermann | Åke Falck      |